# Karry

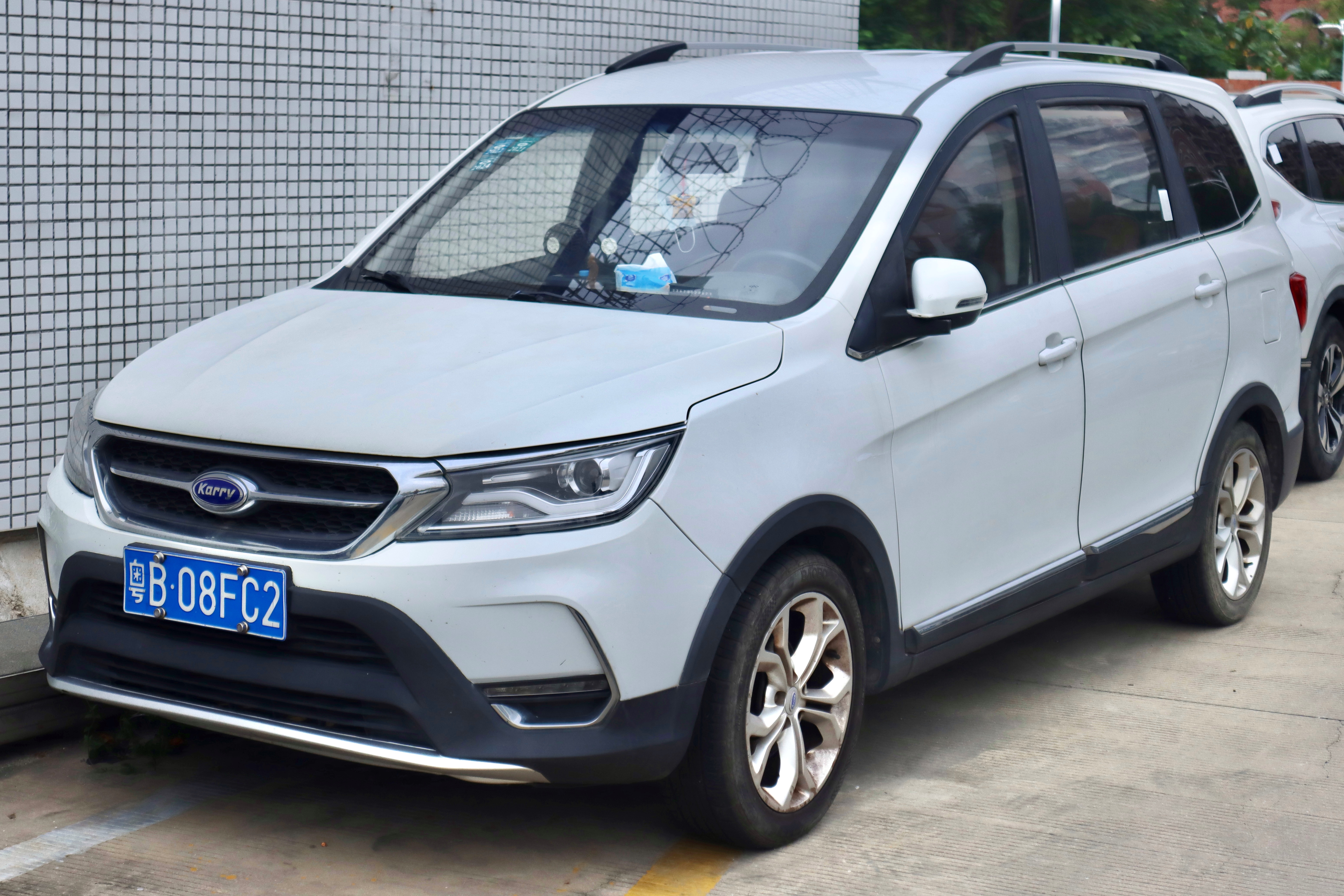
Karry K60

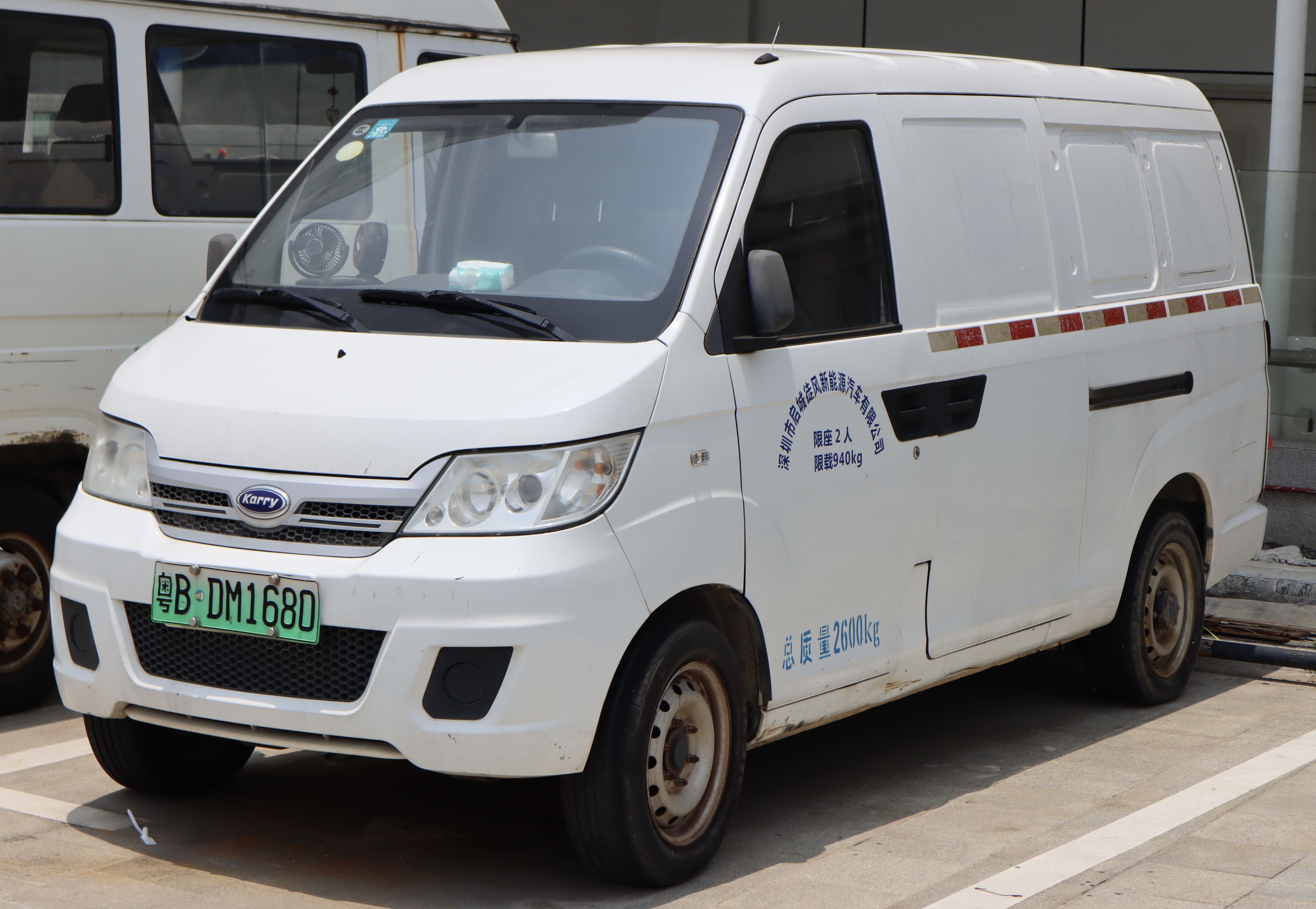
Karry Youyou EV

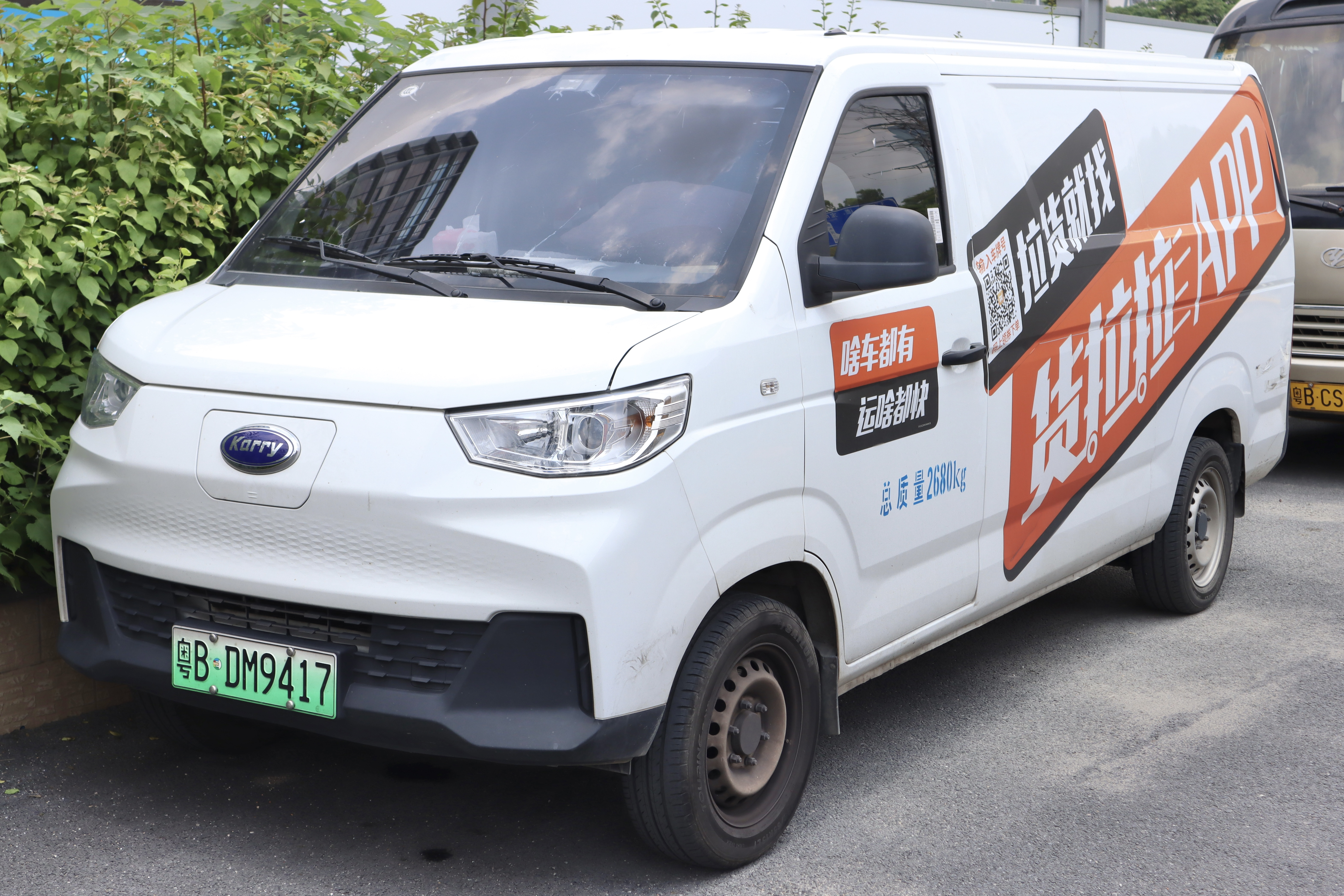
Karry Porpoise

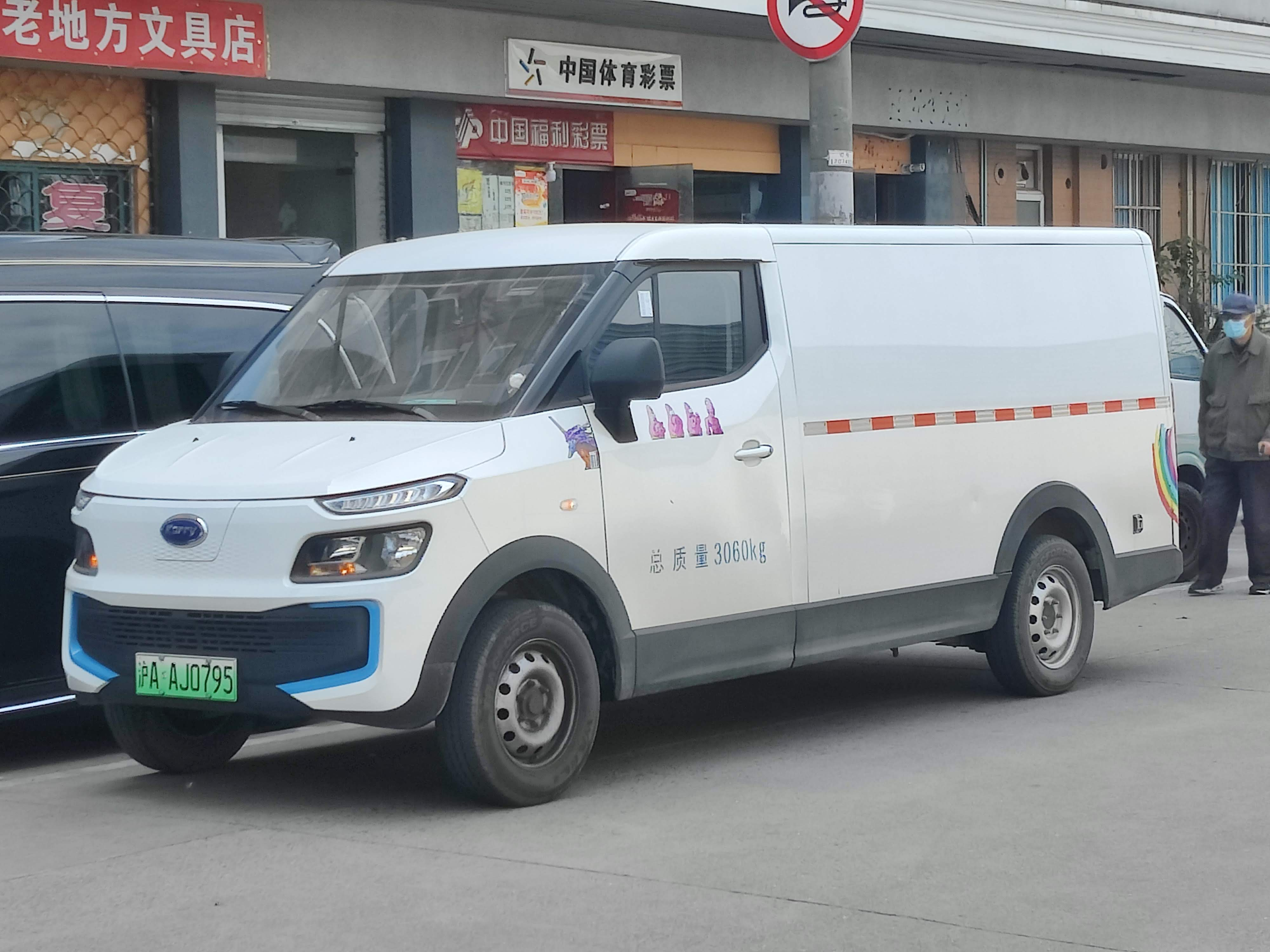
Karry Dolphin

Karry (chiń. upr. 開瑞) – chiński producent samochodów dostawczych, z siedzibą w Wuhu, działający od 2009 roku. Należy do chińskiego koncernu Chery Commercial Vehicle.

## Historia

### Karry Auto
W 2007 roku Chery Automobile przystąpiło do rozbudowy swojej oferty o samochody użytkowo-dostawcze, poczynając od kompaktowego kombivana Chery Karry opartego na osobowym modelu Fengyun. W tym samym roku przedstawiono kolejny, mniejszy model pod postacią kompaktowego, dostawczo-osobowego vana Chery V2. 2 lata później, w 2009 roku, Chery Automobile wydzieliło ze swojej dotychczasowej oferty 3 nowe marki, gdzie jedną z nich zostało Karry Auto dedykowane wyłącznie samochodom użytkowo-osobowym. Chery Karry przemianowano na Karry Youyi, Chery V2 na Karry Youya, a równolegle z debiutem marki jej portfolio poszerzył kolejny model - Youpai/Yousheng. Pod koniec 2009 roku ofertę Karry tworzyły 4 modele dzięki premierze kolejnego pod postacią vana Youyou.
W drugiej dekadzie XXI wieku gama Karry zdywersyfikowało swoję ofertę o kolejne rodzaje samochodów, w 2012 roku prezentując taniego pickupa Aika, a w kompaktowego minivana K50. Rok później gamę poszerzył jeszcze jeden nowy typ samochodu pod postacią opartego na K50 crossovera, Karry K60. Na przełomie drugiej i trzeciej dekady XXI wieku zadebiutowały ostatnie spalinowe modele Karry: w 2019 roku przedstawiono linię pickupów Youjin T7, a w 2022 roku - model X6. Już dwa lata później, z gamy Karry zniknęły wszystkie spalinowe modele i firma skoncentrowała się wyłącznie na napędzie elektrycznym.

### Karry New Energy
W 2017 roku koncern Chery Commercial Vehicle utworzył nowy oddział Karry New Energy, który skoncentrował się na wytwarzaniu elektrycznych wariantów modeli Karry, poczynając od modelu K60 EV. Rok później do sprzedaży trafił elektryczny furgon Youyou EV, z kolei w 2019 roku przedstawiono pierwszy model od podstaw zbudowany z myślą o napędzie elektrycznym - dostawcze Karry Dolphin. W 2022 roku równolegle z premierą modelu X6 przedstawiono także jego odmianę furgon wyłącznie z napędem elektrycznym, Karry Porpoise oraz elektryczny wariant pickupa - Elephant. Trzy najnowsze modele Karry New Energy stały się zarazem jedynymi pozostałymi produktami w ofercie po tym, jak firma przeszła w całości na napęd elektryczny w 2024 roku.

## Modele samochodów

### Obecnie produkowane

#### Furgony
- Porpoise(inne języki)
- Karry Dolphin(inne języki)

#### Pickupy
- Elephant

### Historyczne
- Youyi(inne języki) (2009–2011)
- Yousheng (2009–2012)
- Youpai (2009–2012)
- Youya(inne języki) (2009–2016)
- Aika(inne języki) (2012–2017)
- H98 (2015–2017)
- Youjin (2012–2020)
- K50 EV (2018–2020)
- K50(inne języki) (2015–2021)
- Youyou (2009–2022)
- Karry K60(inne języki) (2016–2022)
- Youyou EV (2018–2022)
- Youjin T7 (2019–2022)
- Youjin T5 (2020–2022)
- K60 EV (2018–2024)
- X6 (2022–2024)